# Stanislav Emel'janov
Stanislav Valer'evič Emel'janov (in russo Станислав Валерьевич Емельянов?; Saransk, 23 ottobre 1990) è un marciatore russo.
Campione europeo sulla distanza dei 20 chilometri a Barcellona 2010, il 30 luglio 2014 è stato privato del titolo dalla IAAF per irregolarità nel passaporto biologico.

## Palmarès
| Anno | Manifestazione    | Sede       | Evento         | Risultato | Prestazione | Note |
| ---- | ----------------- | ---------- | -------------- | --------- | ----------- | ---- |
| 2007 | Mondiali allievi  | Ostrava    | Marcia 10000 m | Oro       | 41'49"91    |      |
| 2008 | Mondiali juniores | Bydgoszcz  | Marcia 10000 m | Oro       | 39'35"01    |      |
| 2009 | Europei juniores  | Novi Sad   | Marcia 10000 m | Oro       | 40'20"86    |      |
| 2010 | Europei           | Barcellona | Marcia 20 km   | dq        | dq          |      |
| 2011 | Mondiali          | Taegu      | Marcia 20 km   | dq        | dq          |      |